# Jesús Enrique Colombo
Jesús Enrique Ruiz Silva (San Cristóbal, Venezuela, 29 de septiembre de 1997), más conocido artísticamente como Jesús Enrique Colombo, es un torero venezolano en activo e hijo del también matador de toros Jesús Colombo. Formado en la Escuela taurina Marcial Lalanda de Madrid, está inscrito dentro del Registro de Profesionales Taurinos, dependiente del Ministerio de Cultura de España, con el número 10402.
El diestro venezolano tomó la alternativa el 26 de noviembre de 2017 en Perú, en la Plaza de toros de Lima, actuando como padrino de su doctorado el francés Sebastián Castella y el sevillano Ginés Marín, con toros de la ganadería del Puerto de San Lorenzo.
En 2018, la Gobernación del Estado de Táchira (Venezuela) condecoró a Colombo con la Medalla al Mérito Tachirense, "por su destacada trayectoria en el mundo de la tauromaquia"

## Biografía
Jesús Enrique Ruiz Silva nació en la localidad venezolana de San Cristóbal, en el Estado de Táchira, en el seno de una familia taurina. Así, Colombo es hijo del torero homónimo, Jesús Colombo, torero desconocido en el panorama español y que desarrolló su faceta profesional en los ruedos sudamericanos, apegado al género tremendista y donde llegó a torear con diestros como José María Manzanares o Julio Robles.
En 2012 se encuentra en España, donde decide ingresar en la Escuela taurina Marcial Lalanda, de Madrid, donde inicia su formación como novillero sin picadores.

## Carrera profesional

### Novillero
Debutó en público en 2008
Mato su primer becerro el 27 de mayo de 2008 en la Feria de Santa Rita (Aragua) con tan sólo 10 años corto dos orejas.
El 25 de diciembre de 2014 debutó con picadores en la Plaza de toros de Cali acartelado junto a Juan Camilo Alzate y Andrés Roca Rey con toros de la ganadería Ambalo.
En 2017 finalizó su carrera novilleril llegando a ser el líder del escalafón español para ese año lo cual marcó un hito en el toreo venezolano pues por vez primera dos venezolanos lideraron consecutivamente el escalafón novilleril español; pues el año anterior: 2016, también fue liderado por un novillero venezolano: Manuel Vanegas.

### Matador de toros
Colombo tenía prevista tomar la alternativa en Zaragoza pero sufrió una grave cornada en Valencia días antes de que se lo impidió.
Tomo la alternativa el 26 de noviembre de 2017 en la Plaza de toros de Lima teniendo de padrino a Sebastián Castella y de testigo a Ginés Marín con toros del Puerto de San Lorenzo.
Confirmó alternativa en Nimes el 20 de mayo de 2018 teniendo de padrino a Enrique Ponce y de testigo a Juan Bautista con toros de Juan Pedro Domecq al que corto una oreja.
Confirmó alternativa en Madrid el 30 de mayo de 2018 teniendo a Enrique Ponce de padrino y a Sebastián Castella de testigo con toros de Garcigrande.
Confirmó alternativa en Bogotá el 9 de febrero de 2020 teniendo de padrino a Sebastián Vargas y de testigo a Manuel Escribano con toros de El Manzanal.

## Estadísticas

### Estadísticas como novillero
| Año  | Festejos | Reses lidiadas | Orejas | Rabos | Indultos |
| ---- | -------- | -------------- | ------ | ----- | -------- |
| 2014 | 4        | 7              | 3      | 1     | 1        |
| 2015 | 13       | 27             | 31     | 4     | 0        |
| 2016 | 17       | 34             | 34     | 1     | 1        |
| 2017 | 43       | 88             | 79     | 8     | 1        |

### Estadísticas como matador de toros
| Año  | Festejos | Reses lidiadas | Orejas | Rabos | Indultos |
| ---- | -------- | -------------- | ------ | ----- | -------- |
| 2017 | 2        | 4              | 0      | 0     | 0        |
| 2018 | 32       | 71             | 62     | 0     | 1        |
| 2019 | 19       | 36             | 41     | 1     | 4        |
| 2020 | 7        | 17             | 15     | 0     | 1        |

## Premios
- 2018: Medalla al Mérito Tachirense, entregado por la Gobernación del Estado de Táchira (Venezuela).[4]
- 2018: Premio Ciudadela de Pamplona, entregado por Onda Cero y El Corte Inglés, por la faena realizada el 5 de julio de 2017 en la Feria del Toro.[16]
- 2020: Premio a la Mejor Estocada, entregado por los organizadores de la Feria de Mérida (Venezuela), por la estocada al toro Campeador de Los Ramírez.[17]